# Renet Wahki
Renet Wahki is een Surinaams politicus. Hij nam deel aan de verkiezingen van 2020 voor de ABOP. Nadat Dinotha Vorswijk De Nationale Assemblée (DNA) verliet voor een ministerspost, nam Wahki op 27 augustus 2021 haar zetel over. Daarmee is hij de eerste Trio-inheemse in DNA ooit.

## Biografie
Renet Wahki werd rond 1983/1984 geboren en is afkomstig uit het dorp Kwamalasamoetoe in Zuid-Suriname. Hij komt voort uit het inheemse volk Trio. Hij werkt voor een niet-gouvernementele organisatie die samenwerkt met het Amazon Conservation Team.
Tijdens de verkiezingen van 2020 stond hij op nummer 3 van de lijst van de Algemene Bevrijdings- en Ontwikkelingspartij (ABOP) in het district Sipaliwini en werd niet direct gekozen voor De Nationale Assemblée. De nummer twee, Obed Kanapé, werd wel direct gekozen. Nadat Diana Pokie medio 2021 ontslag nam als minister van Grond- en Bosbeheer, en ABOP-fractieleider Dinotha Vorswijk haar opvolgde, nam Wahki op 27 augustus 2021 haar zetel in het parlement over. Wahki is het eerste Assembléelid van Trio-afkomst.
In november 2023 veroorzaakte hij een aanrijding terwijl hij te veel gedronken had en geen rijbewijs heeft.